# Platyallabes tihoni
Platyallabes tihoni là loài duy nhất trong chi cá da trơn Platyallabes (bộ Siluriformes) thuộc họ Clariidae. Loài này sống ở Malebo Pool. P. tihoni có hình dạng cơ thể nằm giữa dạng thoi của các loài thuộc chi Clarias và dạng cá chình như các loài thuộc chi Gymnallabes. Loài này có chiều dài toàn thân là 52,8 centimét (20,8 in).